# Prionosuchus
Prionosuchus este un amfibian de mărimi mari din ordinul Temnospondlyli din Permianul târziu (270 de milioane de ani în urmă) găsit în zona Braziliei de azi.

## Descriere
Fragmente ale acestui animal au fost găsite în zona Pedra do Fogo Formation din Parnaiba în 1948 de L. I. Price. Atingând o lungime de 9 metri, Prionosuchus este cel mai mare amfibian găsit vreodată. 

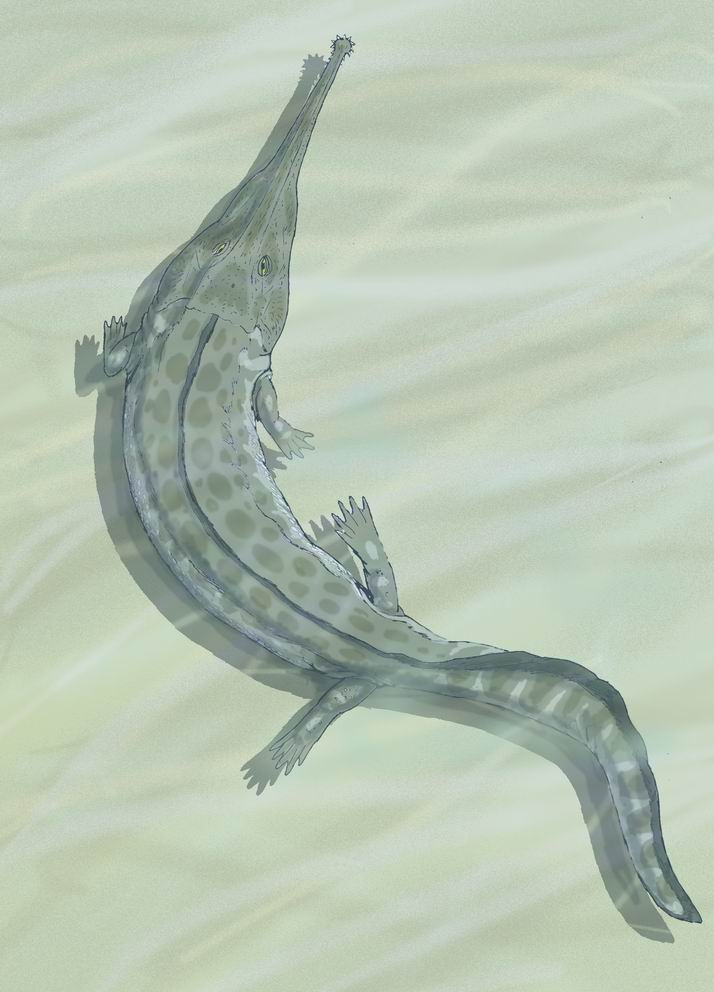
Prionosuchus plummeri

Datorită botului alungit, numeroșilor dinți ascuțiți, corpului lung, picioarelor scurte și cozii adaptate pentru înot, părea mai degrabă un crocodil din zilele noastre având probabil un stil de viață asemănător, vânând pești și alte animale acvatice, prinzându-le prin ambuscadă.